# Buvik (Troms)
Pour les articles homonymes, voir Buvik.
Buvik est une localité du comté de Troms, en Norvège.

## Géographie
Administrativement, Buvik fait partie de la kommune de Tromsø.